# Ден Хароу
Ден Хароу (на английски: Den Harrow), с истинско име Стефано Зандри (на италиански: Stefano Zandri), е италиански певец и модел.

## Музикална кариера
Ден Хароу става известен през втората половина на 1980-те години, по време на кулминацията на италодиското. През този период издава няколко хита. Псевдонимът Den Harrow е измислен от продуцентите Роберто Турати и Мики Киерегато, като произнасянето му на италиански звучи като denaro („пари“).

## Разкриване
След като годините на слава и популярност отминават, Стефано Зандри и продуцентите му разкриват, че Зандри всъщност не е пял никоя от песните под името Ден Хароу. Той е само персона, пееща на плейбек записаните вокали на редица други певци. Също така, тъй като продуцентите не са считали италианските имена и произход на Зандри за достатъчно в крак с модата, те го рекламират на пазара под името Мануел Стефано Къри, родом от Бостън. Това е направено с цел Polydor Records да го популяризират по-лесно сред англоезичния свят, където по това време на италианската музика се гледа скептично.
Американският певец Том Хукър, който живее в Италия по време на италодиско епохата, изпява повечето от песните за проекта Ден Хароу, включително „Don't Break My Heart“, „Bad Boy“, „Catch the Fox“ и „Future Brain“. Антъни Джеймс от Англия изпява песните от албума „Lies“. Все пак, Хукър твърди, че сингълът от 1991 г. „Ocean“ е изпят лично от Зандри. По думите на Хукър, Зандри не е оставян да пее, тъй като няма гласови качества, а и има силен италиански акцент.

## Дискография

### Студийни албуми
- Overpower (1985)
- Day by Day (1987)
- Lies (1988)

### Компилации
- The Best Of (1989)
- I Successi (1999)